# Thorictus ehlersii
Thorictus ehlersii is een keversoort uit de familie spektorren (Dermestidae). De wetenschappelijke naam van de soort werd in 1872 gepubliceerd door Perez.